# Áp bức

Sự áp bức là sự đối xử ác ý hoặc bất công hoặc thực thi quyền lực, thường là dưới vỏ bọc của chính quyền hoặc cơ quan văn hóa.  Sự áp bức có thể là công khai hoặc bí mật, tùy thuộc vào cách nó được thực hiện. Sự áp bức đề cập đến sự phân biệt đối xử khi sự bất công không nhắm mục tiêu và có thể không trực tiếp ảnh hưởng đến mọi người trong xã hội mà thay vào đó nhắm vào các nhóm người cụ thể.
Không có mô hình hay thuật ngữ nào được chấp nhận toàn cầu chưa xuất hiện để mô tả đầy đủ sự áp bức, mặc dù một số học giả trích dẫn bằng chứng về các loại áp bức khác nhau, như áp bức xã hội, áp bức thể chế và áp bức kinh tế. 

## Áp bức độc tài
Từ đàn áp -  oppress từ xuất phát từ oppressus trong tiếng Latinh, quá khứ phân từ opprimere, ("đè ép, chống lại", "bóp", "làm nghẹt thở"). Do đó, khi các chính quyền độc tài sử dụng sự áp bức để khuất phục người dân, họ muốn công dân của họ cảm thấy rằng họ đang bị "đè xuống" và sống trong sợ hãi rằng nếu họ làm mất lòng chính quyền, theo nghĩa bóng, họ sẽ bị "bóp nghẹt" và "nghẹt thở" ", Ví dụ, bị ném vào trong nhà tù ẩm ướt, tối tăm hoặc bị xử tử không qua tòa án. Các chính phủ như vậy đàn áp người dân bằng cách sử dụng sự hạn chế, kiểm soát, khủng bố, vô vọng và tuyệt vọng.  Các công cụ áp bức của bạo chúa bao gồm, ví dụ, các hình phạt cực kỳ khắc nghiệt đối với các tuyên bố "không yêu nước"; phát triển một lực lượng cảnh sát bí mật trung thành; cấm tự do hội họp, tự do ngôn luận và tự do báo chí; kiểm soát hệ thống tiền tệ và nền kinh tế; và bỏ tù hoặc giết các nhà hoạt động hoặc các nhà lãnh đạo khác, những người có thể gây ra mối đe dọa cho quyền lực của họ.

## Áp bức trong các lĩnh vực kinh tế xã hội, chính trị, pháp lý, văn hóa và thể chế
Sự áp bức cũng đề cập đến một loại thao túng và kiểm soát tinh vi hơn, trong trường hợp này liên quan đến sự khuất phục và thiệt thòi của các nhóm người cụ thể trong một quốc gia hoặc xã hội, như: phụ nữ, nam giới, người da màu, cộng đồng tôn giáo, công dân nghèo, người LGBT, thanh niên, và nhiều nhóm người khác. Sự áp bức kinh tế xã hội, văn hóa, chính trị, pháp lý và thể chế này (sau đây gọi là "áp bức xã hội") có thể xảy ra ở mọi quốc gia, văn hóa và xã hội, bao gồm cả các nền dân chủ tiên tiến nhất, như Hoa Kỳ, Nhật Bản, Costa Rica, Thụy Điển, và Canada.  

Một định nghĩa duy nhất, được chấp nhận rộng rãi về áp bức xã hội chưa tồn tại, mặc dù có những điểm tương đồng. Taylor (2016)  áp bức (xã hội) được định nghĩa theo cách này: 
 Áp bức là một hình thức bất công xảy ra khi một nhóm xã hội bị phụ thuộc trong khi một nhóm khác được đặc quyền, và áp bức được duy trì bởi nhiều cơ chế khác nhau bao gồm các quy tắc xã hội, khuôn mẫu và quy tắc thể chế. Một đặc điểm chính của sự áp bức là nó bị tấn công và ảnh hưởng đến các nhóm xã hội.... [Áp bức] xảy ra khi một nhóm xã hội cụ thể bị phụ thuộc một cách bất công, và khi sự phụ thuộc đó không nhất thiết phải cố tình mà thay vào đó là kết quả từ một mạng lưới hạn chế xã hội phức tạp, từ luật pháp và thể chế cho đến những thành kiến và định kiến ngầm. Trong những trường hợp như vậy, có thể không có sự cố tình cố gắng để phụ thuộc vào nhóm có liên quan, nhưng nhóm này dù sao cũng bị phụ thuộc một cách bất công do mạng lưới các ràng buộc xã hội này. 
 Harvey (1999)  đề xuất thuật ngữ "áp bức văn minh", mà ông đã giới thiệu như sau: 
 Vẫn khó hơn để nhận thức về cái mà tôi gọi là 'Sự áp bức văn minh', không liên quan đến bạo lực thể xác hay sử dụng luật pháp. Tuy nhiên, những hình thức tinh tế này là phổ biến nhất trong các xã hội công nghiệp phương Tây. Công việc này sẽ tập trung vào các vấn đề phổ biến đối với sự áp bức tinh tế như vậy trong một số bối cảnh khác nhau (như phân biệt chủng tộc, phân biệt chủng tộc và phân biệt giới tính)... Phân tích những gì liên quan đến áp bức văn minh bao gồm phân tích các loại cơ chế được sử dụng, quan hệ quyền lực tại nơi làm việc, hệ thống kiểm soát nhận thức và thông tin, các loại tác hại gây ra cho nạn nhân và lý do tại sao sự áp bức này rất khó nhìn thấy những lực lượng trung gian.